# Копетон чорнодзьобий
Копето́н чорнодзьобий (Myiarchus ferox) — вид горобцеподібних птахів родини тиранових (Tyrannidae). Мешкає в Південній Америці.

## Опис
Довжина птаха становить 18-19 см. Верхня частина тіла оливково-коричнева, голова і хвіст тьмяніші. Горло і груди сіруваті, живіт жовтуватий. На крилах світлі смужки. Дзьоб чорний

## Підвиди
Виділяють три підвиди:
- M. f. brunnescens Zimmer, JT & Phelps, 1946 — крайній північний-схід Колумбії. південно-західна Венесуела (Тачира, Португеса, схід Болівару);
- M. f. ferox (Gmelin, JF, 1789) — Амазонія на схід від Анд, Гвіана;
- M. f. australis Hellmayr, 1927 — східна Болівія, центральна і південна Бразилія, Парагвай, Уругвай, північно-східна Аргентина.

Венесуельські і панамські копетони раніше вважалися підвидами чорнодзьобого копетона.

## Поширення і екологія
Чорнодзьобі копетони поширені в Південній Америці на схід від Анд. Вони живуть в тропічних і субтропічних лісах, в льяносі, на полях і пасовиськах на висоті до 1000 м над рівнем моря.

## Поведінка
Чорнодзьобі копетони харчуються комахами, пікіруючи на них з крони дерева. Гніздяться в дуплах дерев. Розмноження може відбуватися впродовж всього року, однак найчастіше з листопада по липень. В кладці 2 жовтуватих яйця.